# Frescobaldi (software)
Frescobaldi es un editor de partituras, más exactamente un editor de texto para partituras de LilyPond. Su orientación es la de ser potente aunque ligero y sencillo de utilizar. Frescobaldi es software libre, disponible gratuitamente bajo la Licencia Pública General. Está diseñado para ejecutarse en los principales sistemas operativos (GNU/Linux, Mac OS X y MS Windows). Recibe su nombre del compositor italiano de música para tecla Girolamo Frescobaldi, del período del renacimiento tardío y el barroco temprano.
En abril de 2009, Frescobaldi ganó el premio "HotPick" en Linux Format.
En mayo de 2009, TuxRadar lo relacionó como una de las "100 joyas del software de fuentes abiertas".
Frescobaldi está escrito en Python y utiliza PyQt4 para la programación de la interfaz de usuario.

## Funcionalidades
- Potente editor de texto con coloreado de sintaxis y auto-completado
- Vista previa de la música con posibilidad de "Apuntar y Pulsar" en los dos sentidos
- Reproductor MIDI para la revisión de archivos MIDI generados por LilyPond
- Potente asistente de partituras para la preparación rápida de una partitura musical
- Gestor de fragmentos de código para guardar y aplicar fragmentos de texto, plantillas o guiones
- Usar más de una versión de LilyPond, selección automática de la versión correcta
- Navegador de documentación incorporado y ayuda en línea
- Interfaz de usuario moderna con colores, tipografías y combinaciones de tecla configurables
- Traducido a los siguientes idiomas: holandés, inglés, francés, alemán, italiano, checo, ruso, español, gallego, turco y polaco

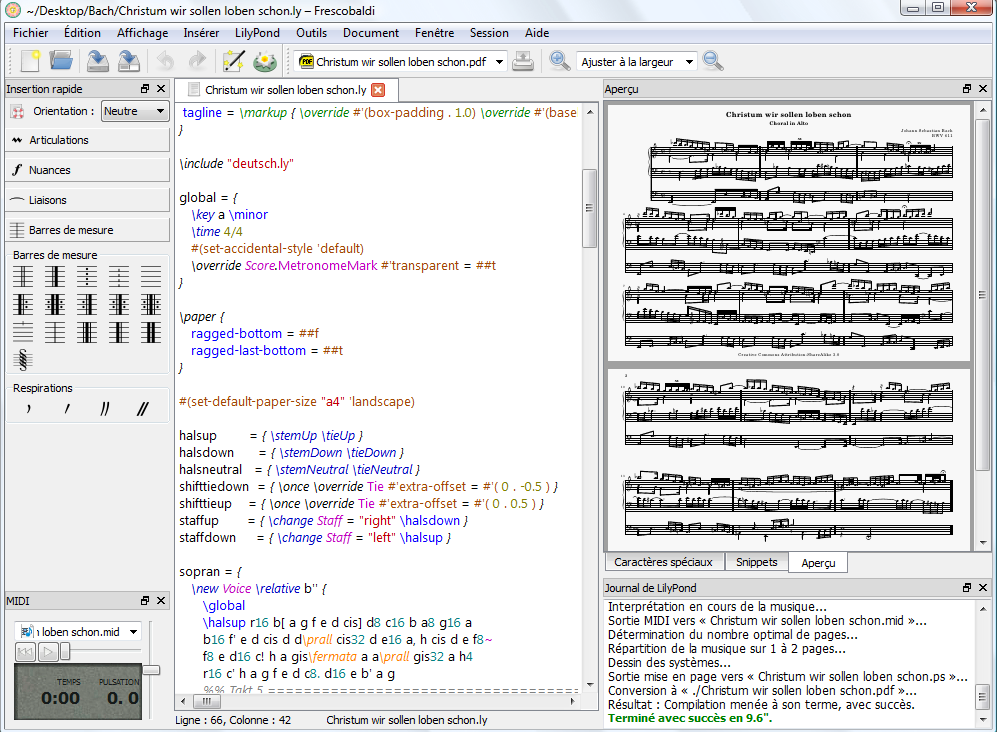
Captura de pantalla del programa Frescobaldi

## Funciones musicales
- Transposición
- Cambiar música de modo relativo a absoluto y viceversa
- Cambo del idioma de los nombres de las notas
- Cambio de duraciones (doblar, reducir a la mitad, añadir o quitar puntillos, copiar, pegar), etc.
- Silabación de letras de canción, usando los diccionarios de división silábica de procesadores de texto
- Añadir elementos de extensión, matices dinámicos y articulaciones fácilmente mediante el panel de inserción rápida
- Actualización de la sintaxis de LilyPond mediante convert-ly, con vista previa de las diferencias